# Альтенбургское аббатство

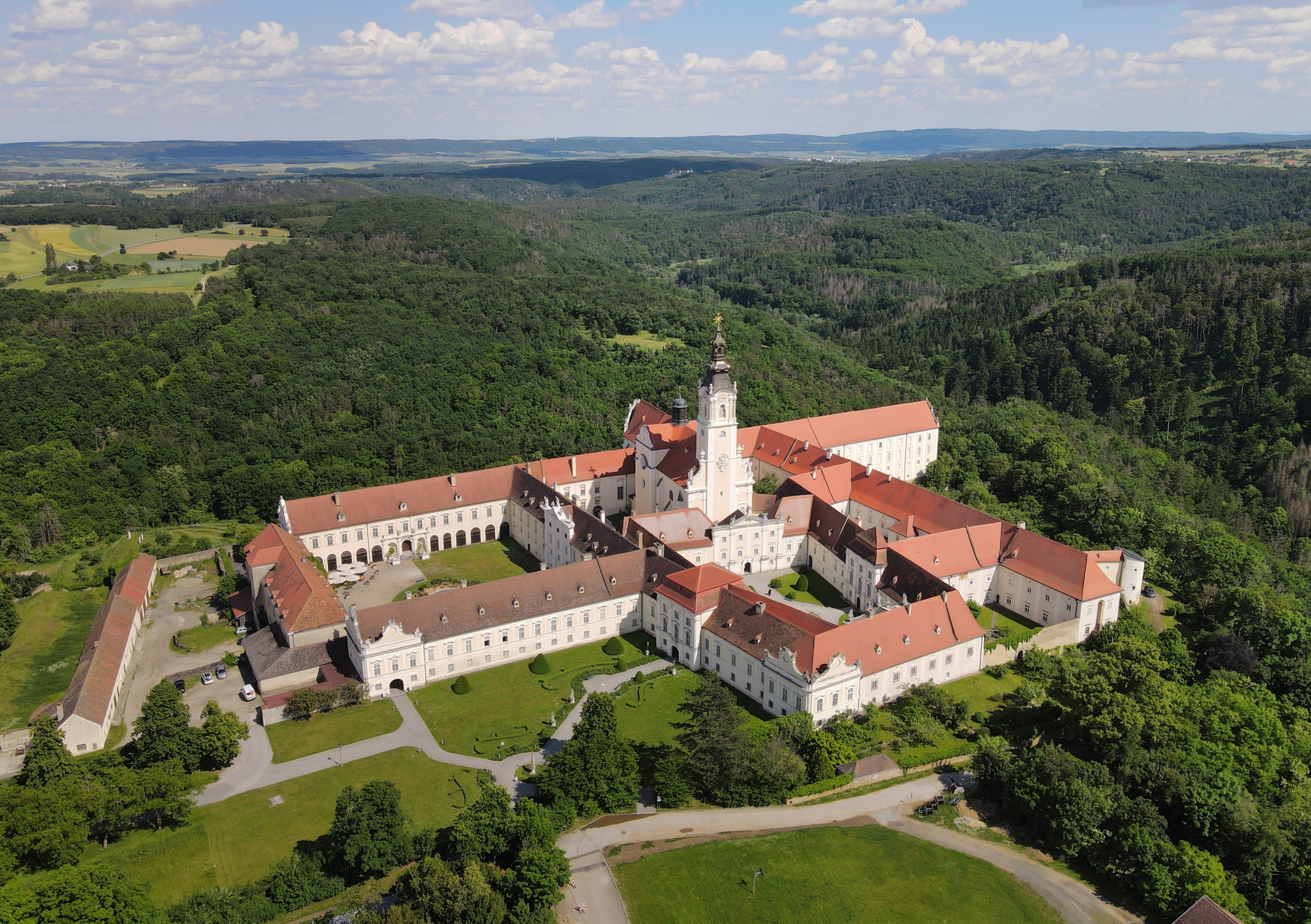
Альтенбургское аббатство

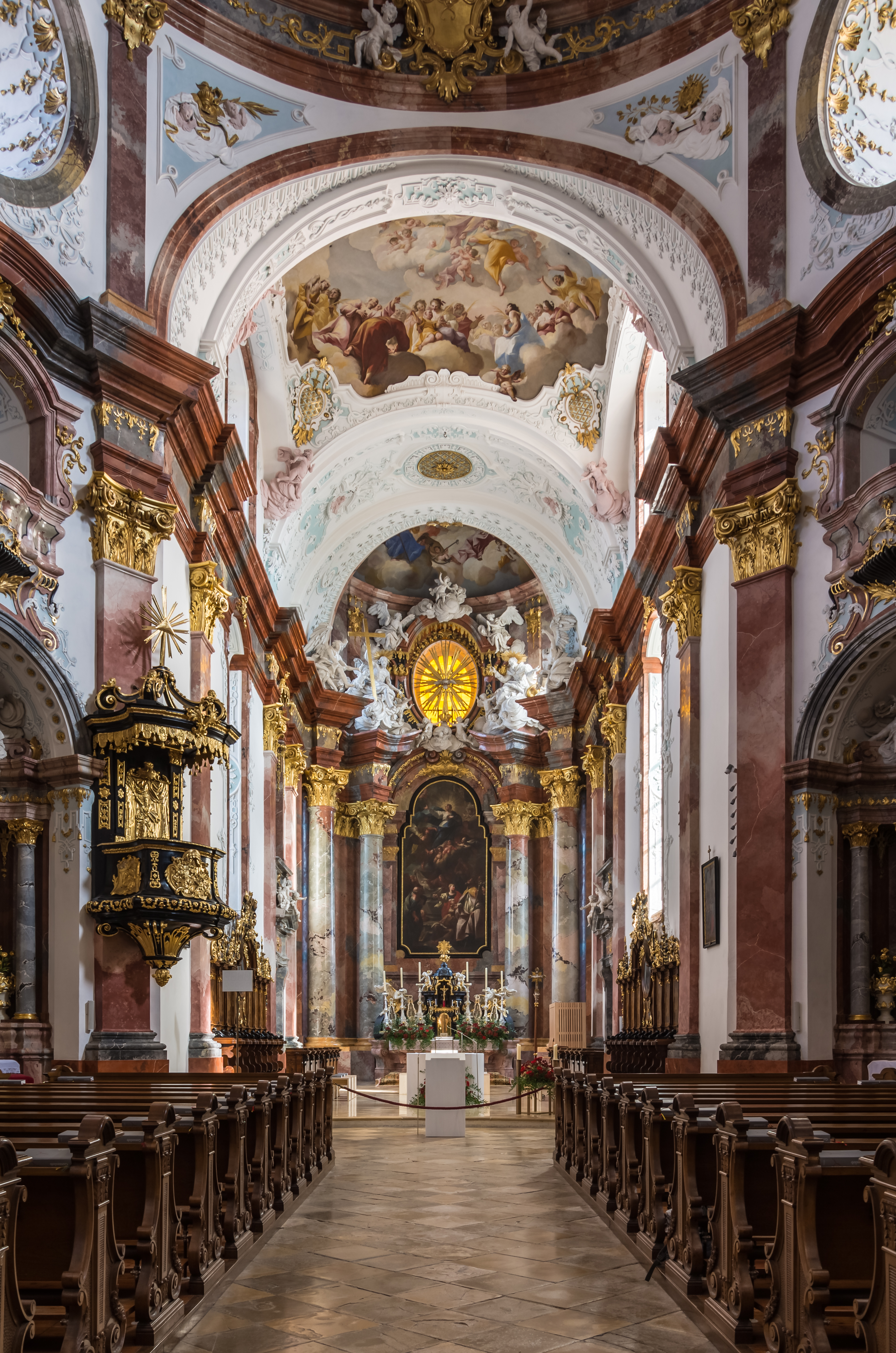
Барочное убранство главного здания аббатства

Альтенбургское аббатство (нем. Stift Altenburg) — бенедиктинский монастырь на территории коммуны Альтенбург в 30 км к северу от города Кремс-ан-дер-Донау в Вальдвиртеле. Было основано в 1144 году графиней Хильдебургской из Пойген-Ребгау. На протяжении своей истории несколько раз пострадало от нападений и осад и, в частности, было разрушено шведами в 1645 году. При императоре Иосифе II в 1793 году аббатству было запрещено набирать новых послушников, но, в отличие от многих других аббатств в Австрии, ему удавалось продолжить свою деятельность.
Здание аббатства приобрело свой нынешний внешний облик в стиле барокко в период руководства им аббатов Мауруса Бокслера и Плацидуса Муха. Модернизацией аббатства руководил архитектор Йозеф Мунггенаст вместе с рядом выдающихся художников и мастеров прикладных искусств Австрии того времени: в частности, фрески были исполнены Паулем Трогером, лепнина — Францем Йозефом Хольцингером, резьба по мрамору — Иоганном Георгом Хопплем. Перестроенное в стиле барокко аббатство, заменившее собой более раннюю постройку в романском стиле, считается одним из самых красивых на территории Австрии.

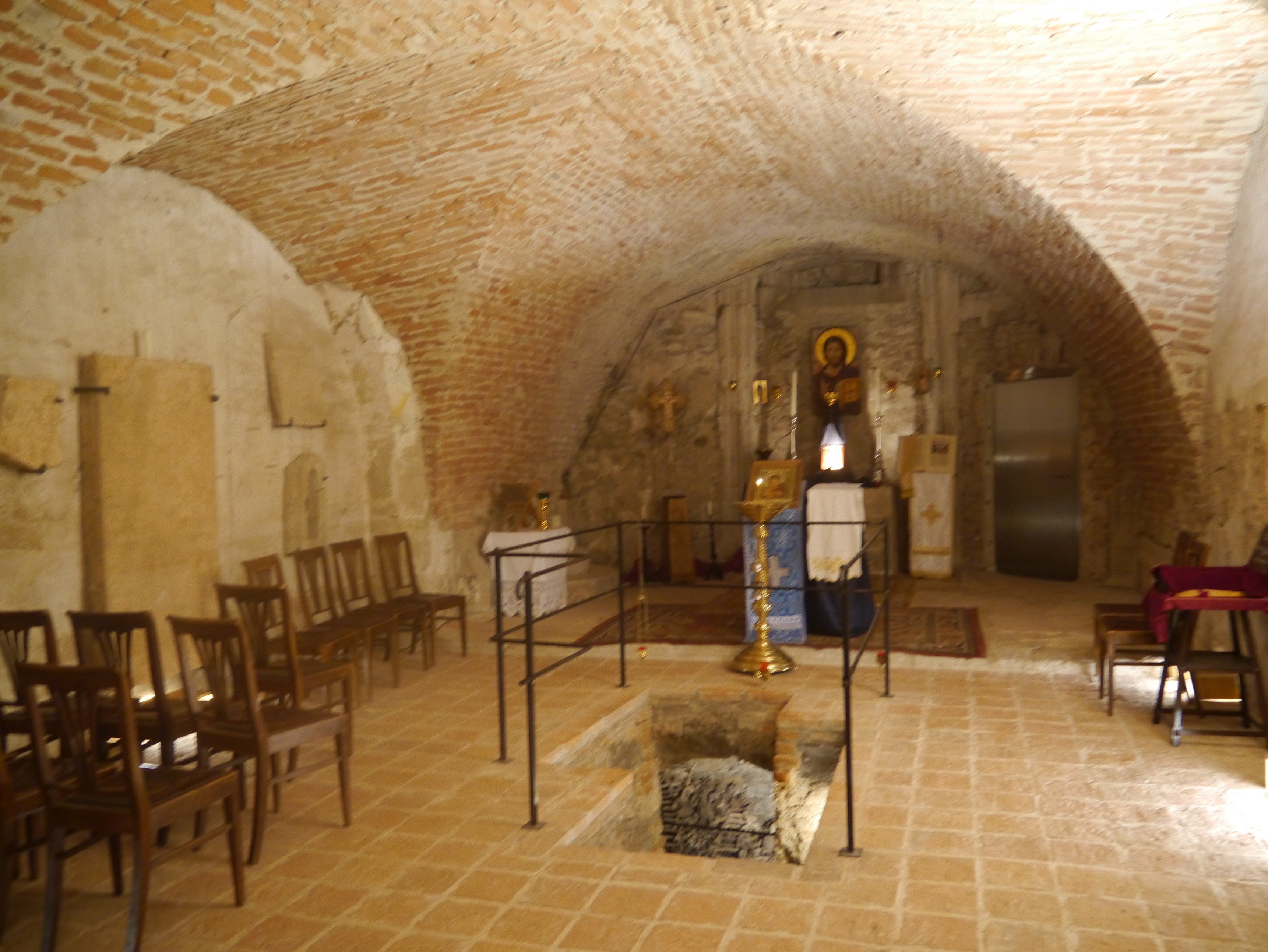
Средневековый «монастырь под монастырём»

## История
Аббатство было основано в 1144 году графиней Хильдебургской из Пойген-Ребгау. В ходе археологических раскопок, проводившихся Федеральным бюро памятников в период с 1983 по 2005 год, были обнаружены остатки стены постройки XII века и монастыря в романском стиле, датируемого XIII веком. На протяжении своей истории под влиянием многочисленных нападений во время войн оно неоднократно разрушалось и перестраивалось. Первое документированное нападение было совершено в 1251 году Германом V Баденским, затем происходили набеги половцев в период 1304—1327 годов и нападения в 1427—1430 годов во время Гуситских войн. Аббатство подверглось атакам войск Богемии, Моравии и Венгрии в 1448 году и Турции — в 1552 году. В 1327 году по инициативе Гертруды, вдовы Хейденрейха фона Гарса, на территории аббатства были проведены некоторые восстановительные работы. В 1645 году аббатство было практически разрушено шведами.
После Тридцатилетней войны аббатство в XVII и XVIII веках стало постепенно возрождаться. Свой нынешний облик в стиле барокко оно приобрело в период руководства настоятелей Мауруса Бокслера и Плацидуса Муха. Работы по его перестройке проводились под руководством архитектора Йозефа Мунггенаста, которому помогали многие известные в тот период австрийские мастера: фресками занимался Пауль Трогер, лепниной — Франц Йозеф Хольцингер, резьбой по мрамору — Иоганн Георг Хоппль. При императоре Иосифе II аббатству в 1793 году было запрещено набирать новых послушников, но, в отличие от многих других австрийских аббатств, ему удалось продолжить свою деятельность. Во время революции 1848 года долги аббатства были покрыты путём продажи нескольких крупных предметов из убранства часовни.
12 марта 1938 года аббат Амброс Минарц отказался согласиться на водружение над аббатством флага со свастикой, что привело к занятию его территории 17 марта того же года членами штурмовых отрядов. В период 1940—1941 годов деятельность аббатства была приостановлена, а в 1941 году оно было официально закрыто; его настоятель был арестован, а братство распущено. С 1945 года территория аббатства использовалась для размещения солдат СССР, освобождавших Австрию. В период руководства настоятеля Мауруса Кнаппека (1947—1968) постройки на территории аббатства были реконструированы, а само оно возобновило свою деятельность. В 2002 году была начата очередная масштабная реконструкция аббатства, завершённая к 2013 году и обошедшаяся в 12,7 миллиона евро; порядка 35 % этой суммы было покрыто правительством земли Нижняя Австрия. 17 января 2014 года был избран новый настоятель аббатства, Томас Реннер, сменивший 12 марта того же года на этом посту Христиана Хайдингера.
С 1625 года аббатство является членом Австрийской конгрегации, в настоящее время являющейся частью Бенедиктинской конфедерации. В ходе археологических раскопок, проведённых в часовне, был обнаружен средневековый монастырь «под монастырём». Обнаруженное строение включает в себя трапезную, дом настоятеля, рабочие и жилые помещения для монахов, клуатр, скрипторий и готическую часовню Святого Витта.

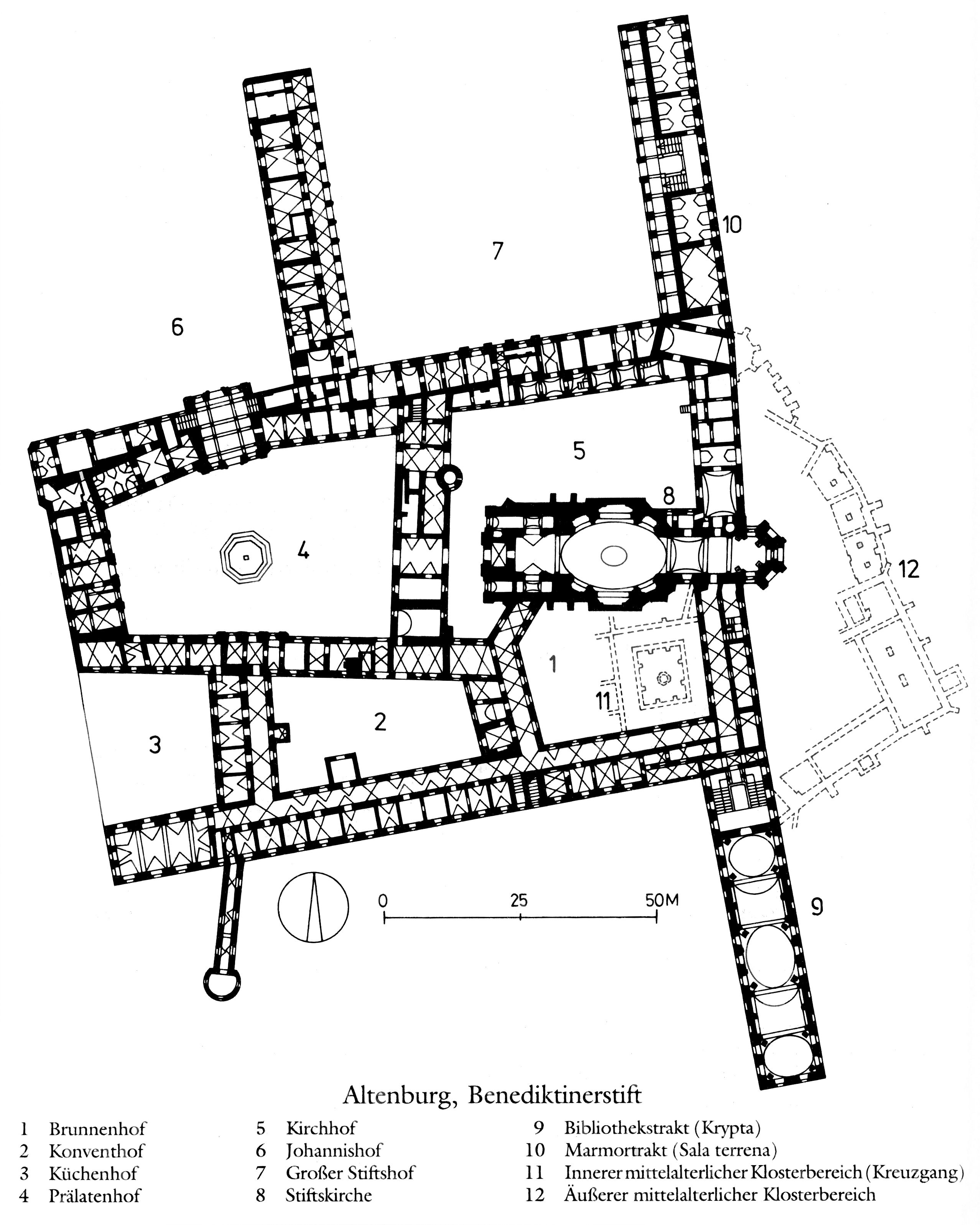
Планировка аббатства

## Планировка
Аббатство занимает большую площадь: вместе с обращённым на восток передним фасадом его общая длина составляет 200 м; аббатство окружено рядом ландшафтных садов. Комплекс аббатства состоит из 12 локаций: двор с фонтаном, конвент (женская часть аббатства), трапезная, прелатура, церковное подворье с хозяйственными постройками, двор Иоганна, большое подворье аббатства, монастырская церковь, библиотека (с криптой), мраморный зал (Sala terrena), внутренний и внешний средневековые монастыри.

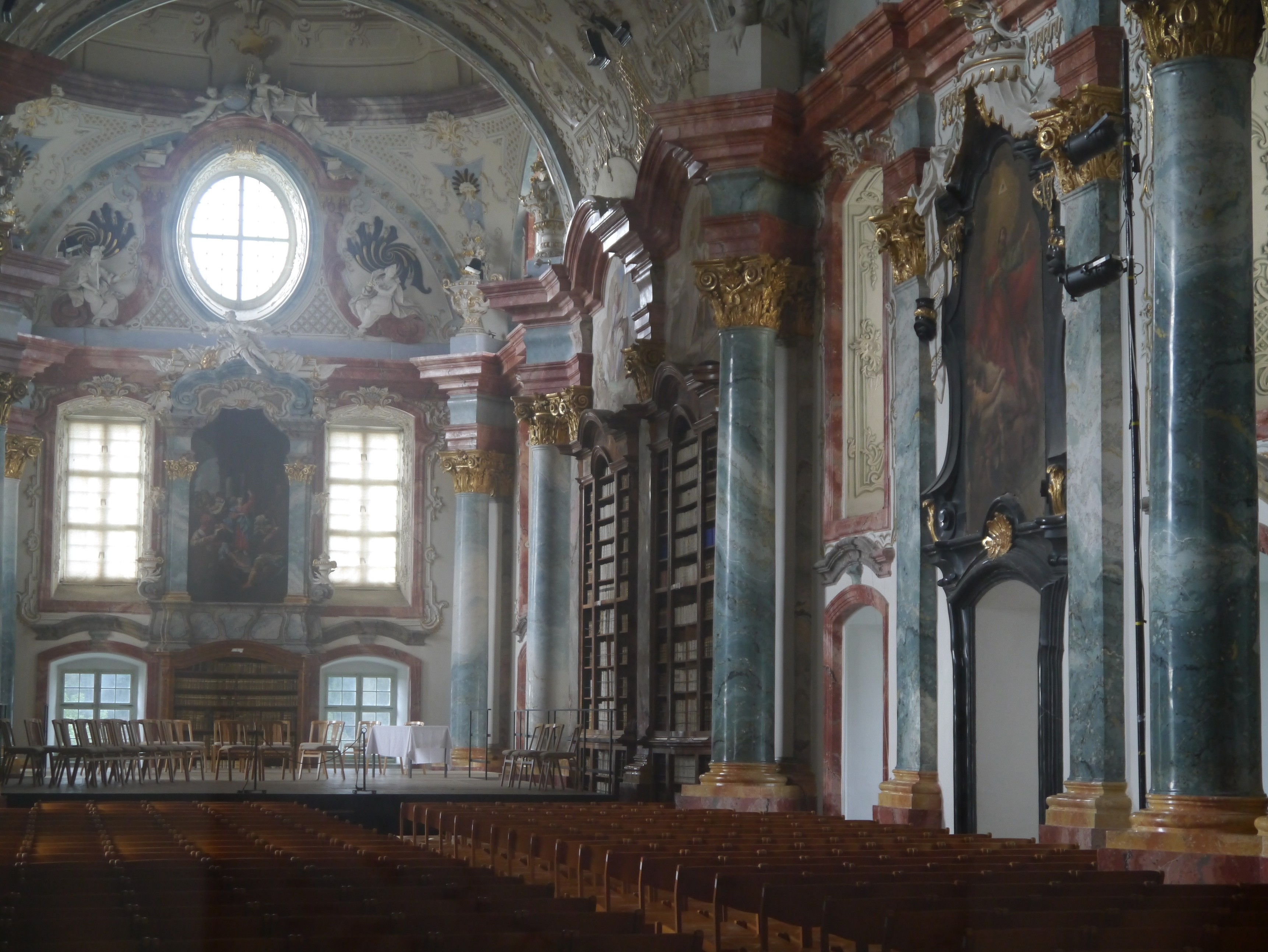
Интерьер библиотеки

## Архитектурные особенности
В интерьерах аббатства сочетаются архитектурные стили барокко и рококо. В ходе реконструкции к его помещениям были добавлены библиотека, имперская лестница и мраморный зал. Лестница, монастырская церковь и библиотека расписаны фресками Пауля Трогера. В передней, ведущей к библиотеке, расположены фрески его ученика, Иоганна Якоба Цейллера.
Библиотека, построенная в 1740 году, является образцом барочной «элегантной» архитектуры и представляет собой просторную комнату, имеющую высоту в три этажа. Помещение библиотеки имеет длину в 48 м; его потолок украшен фресками работы Пауля Трогера. Среди многочисленных фресок выделяются «Суд Соломона», «Премудрость Божья» и «Светоч веры». Под библиотекой располагается большая крипта, также украшенная многочисленными фресками авторства неизвестных художников; одна фреска, отличающаяся от остальных своим жестоким стилем, изображает Пляску смерти.
Монастырская церковь, посвящённая Святому Ламберту, имеет овальную форму и увенчана куполом. Она была реконструирована в 1730—1733 годах под руководством Йозефа Мунггенаста. Купол, как и помещения аббатства, был украшен фресками кисти Трогера. Среди составляющих алтарной картины более всего выделяется изображение Вознесения Девы Марии, выше которого расположено изображение Троицы. Башня, повреждённая пожаром, была достроена лишь в 1820 году.

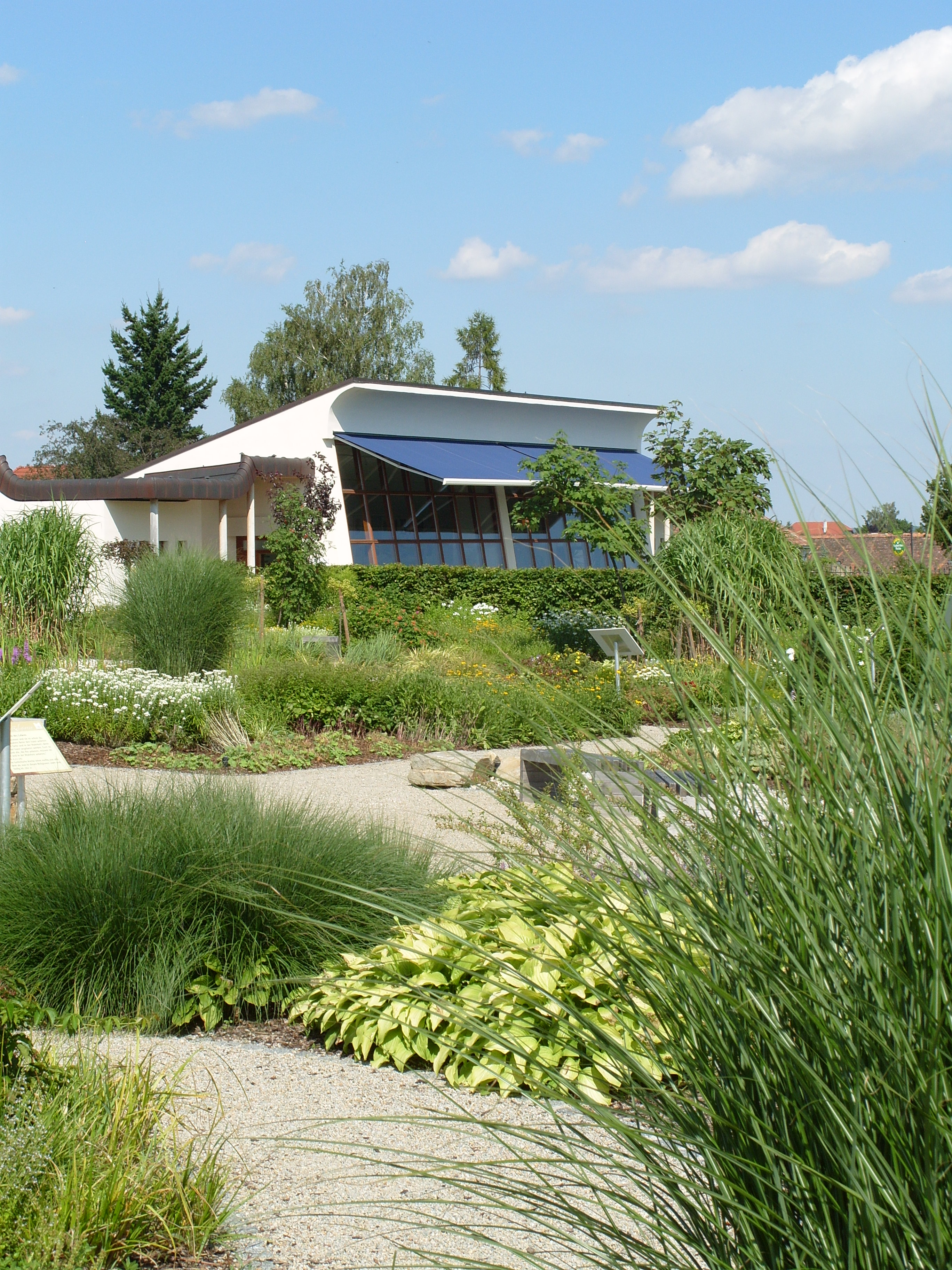
Сад религий

## Сады
В последние годы вокруг аббатства было разбито несколько ухоженных садов, исполненных в разных ландшафтных стилях. Вся работа по их устройству была проделана монахами при поддержке проекта «Natur им Garten» и местных питомников растений.
Монастырской парк Der Garten der Religionen (Сад Религий) является самым крупным из садов. В последнее время он использовался для выращивания елей и фруктовых деревьев. В настоящее время этот сад состоит из пяти ландшафтных областей, посвящённых пяти крупнейшим мировым религиям — индуизму, буддизму, иудаизму, христианству и исламу. Здесь также располагается большой естественный пруд, окружённый лугом, полным диких цветов, группа деревьев и старая сливовая роща, где можно наблюдать местный домашний скот. Существует также территория, где произрастают яблони, окружающая месторасположение «монастыря под монастырём».
Der Apothekergarten (Аптекарский сад), расположенный в восточной части аббатства, был устроен там, где в прошлые времена находился сад лекарственных растений, использовавшихся в лечебных целях в Средние века. Современный сад был устроен с учётом достижений современной садоводческой науки.
Der Schöpfungsgarten (Сад Творения) был разбит к югу монастырской церкви, где источник сада раньше. Тематикой парка является богословие и история сотворения мира. Под большим ореховым деревом расположена скамья, иногда называемая одним из лучших мест в округе для отдыха в жаркий летний день.
Der Garten der Stille (Сад Спокойствия), устроенный позже остальных, был разбит в восточной части аббатства, где ранее располагались охотничьи угодья. Этот ландшафтный парк состоит из сада, виноградника, домика для бабочек, ульев и беседок. Здесь расположены 11 каменных скульптур авторства Евы Форпагель-Редль, установленных в заметных местах вдоль дорог, ведущих к лесной зоне. Кроме того, здесь расположена смотровая площадка, обеспечивающая вид на часовню на восточном фасаде аббатства и восточную часть средневекового монастыря.
Der Kreuzganggarten представляет собой обычный монастырский сад.

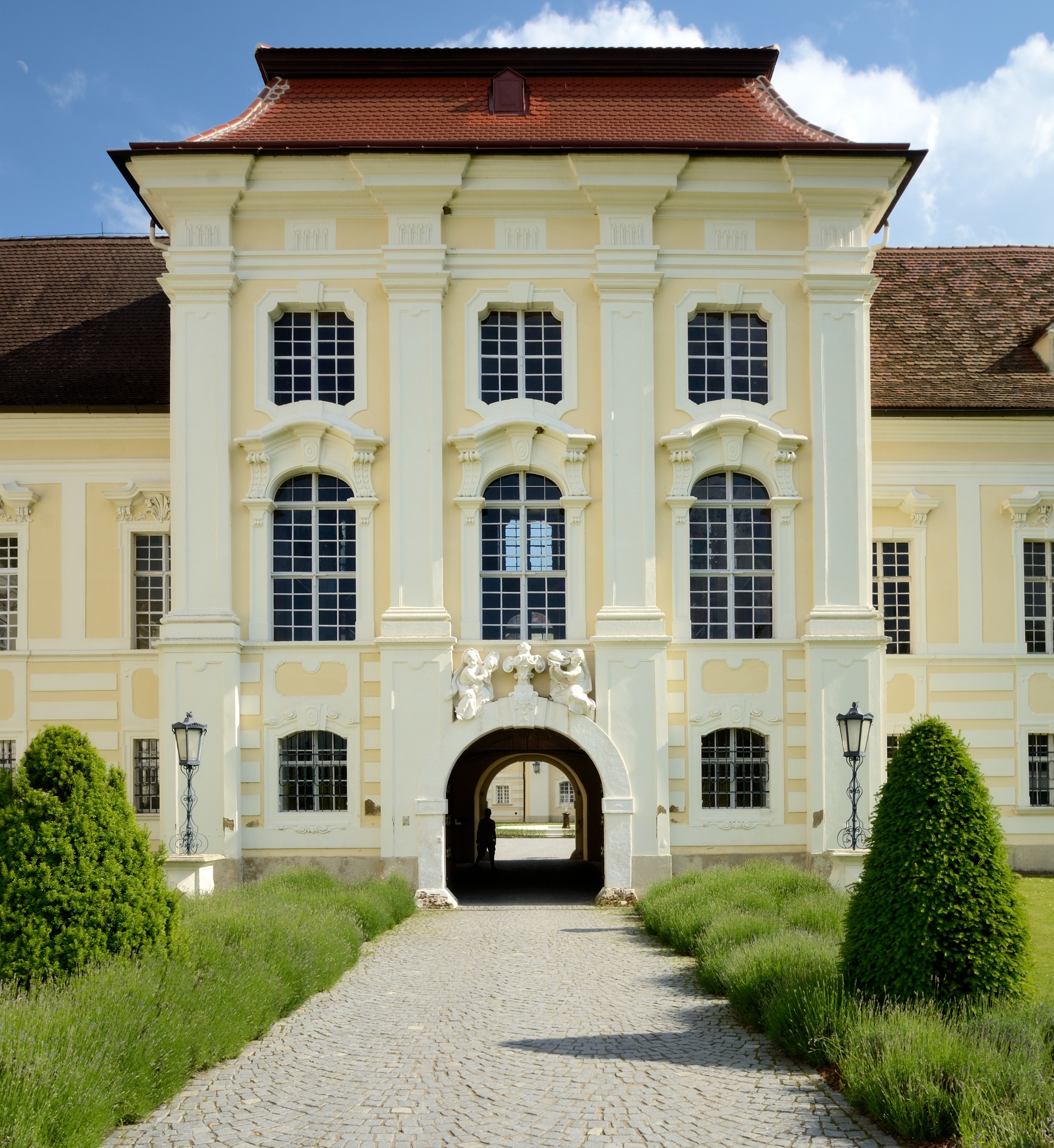
Ворота
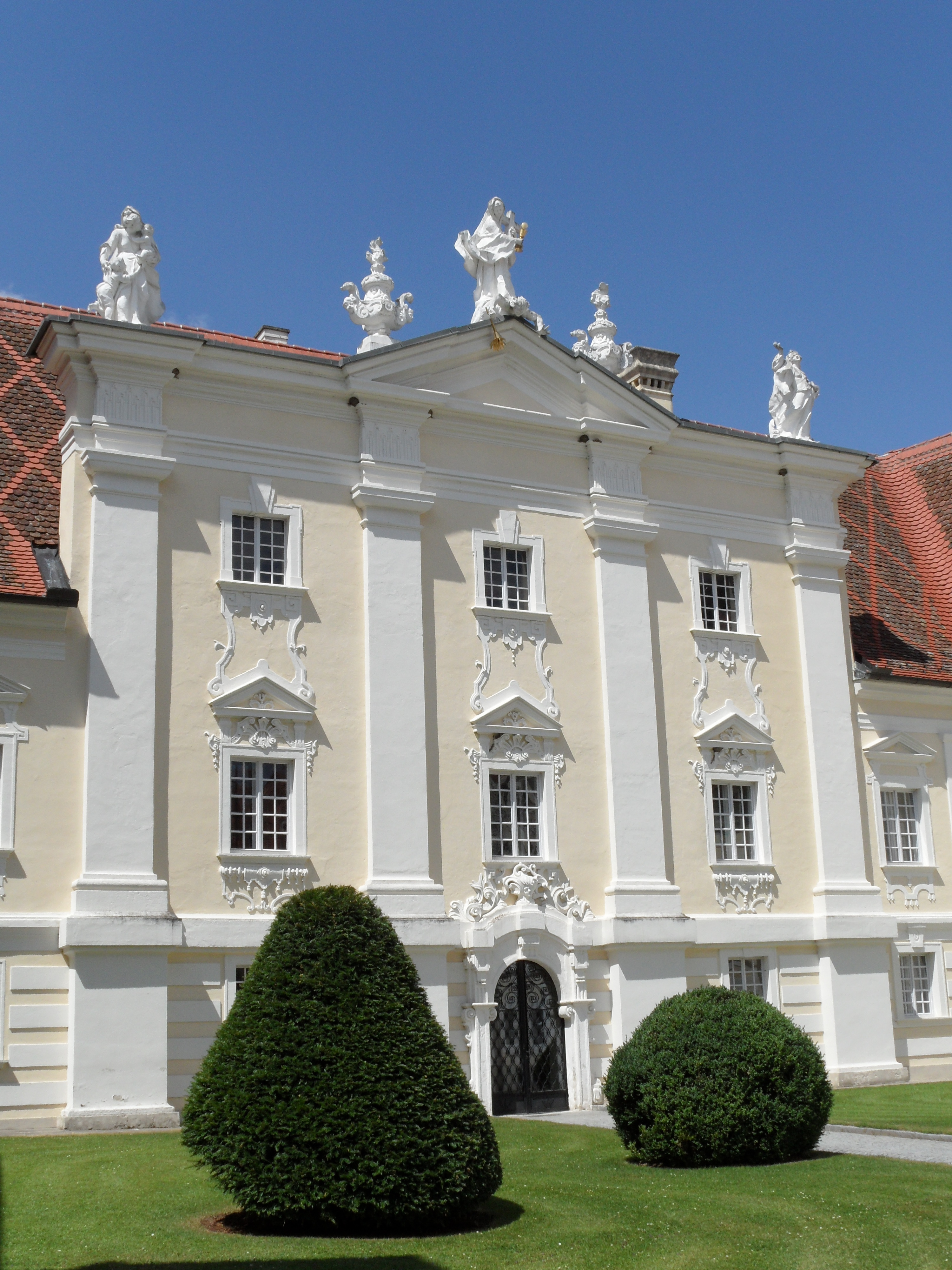
Прелатура
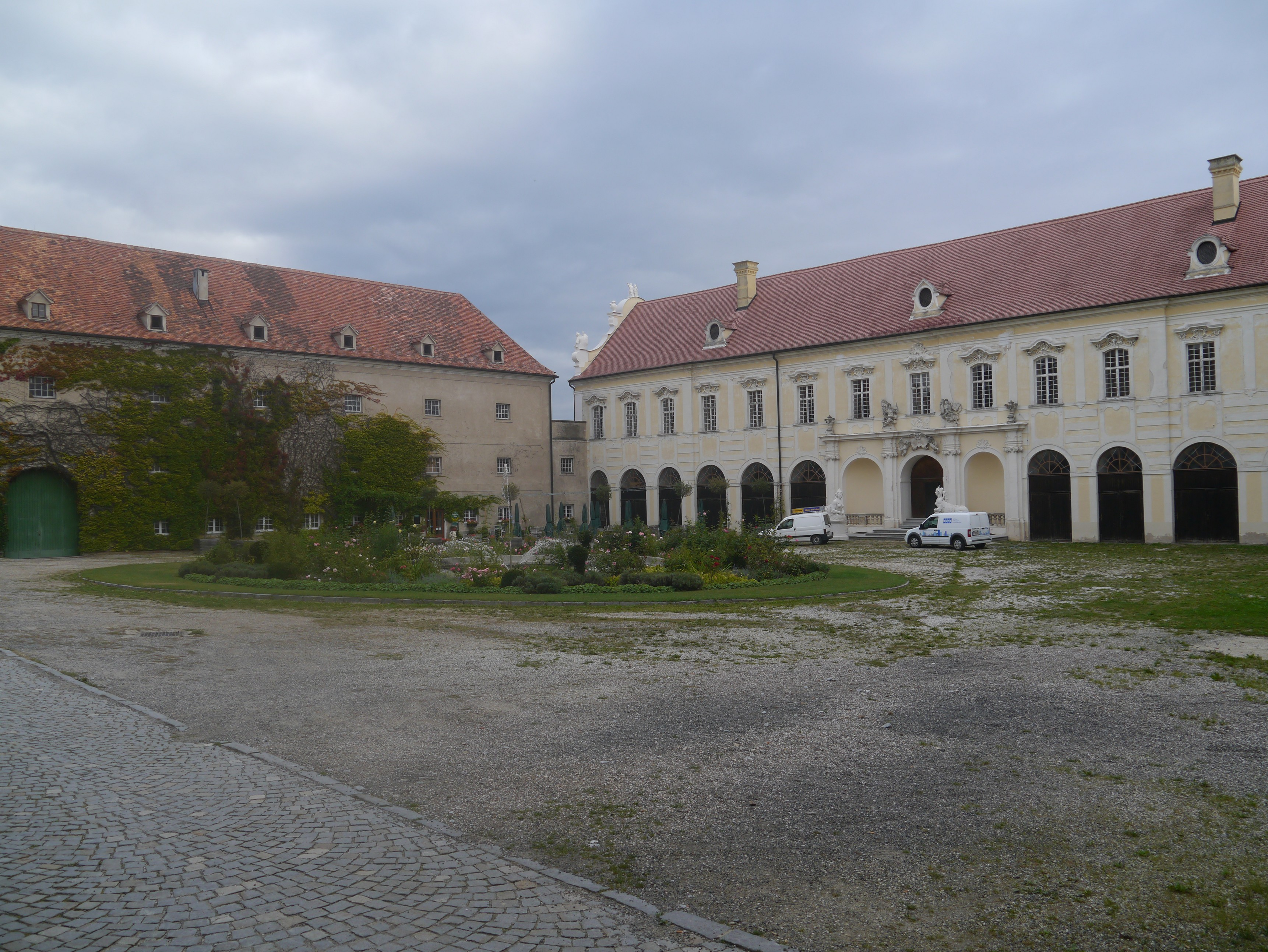
Внутренний двор
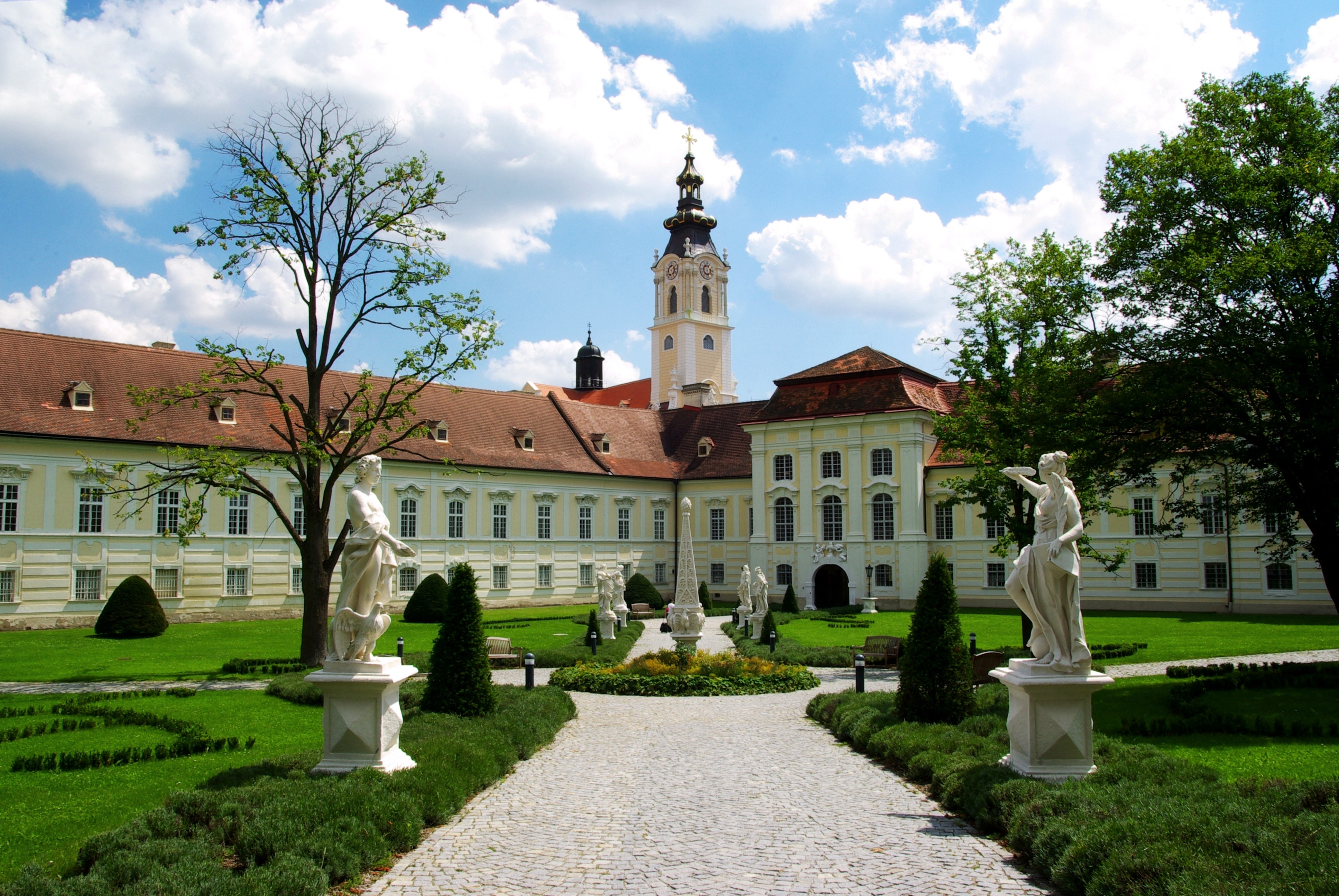
Сады на территории аббатства
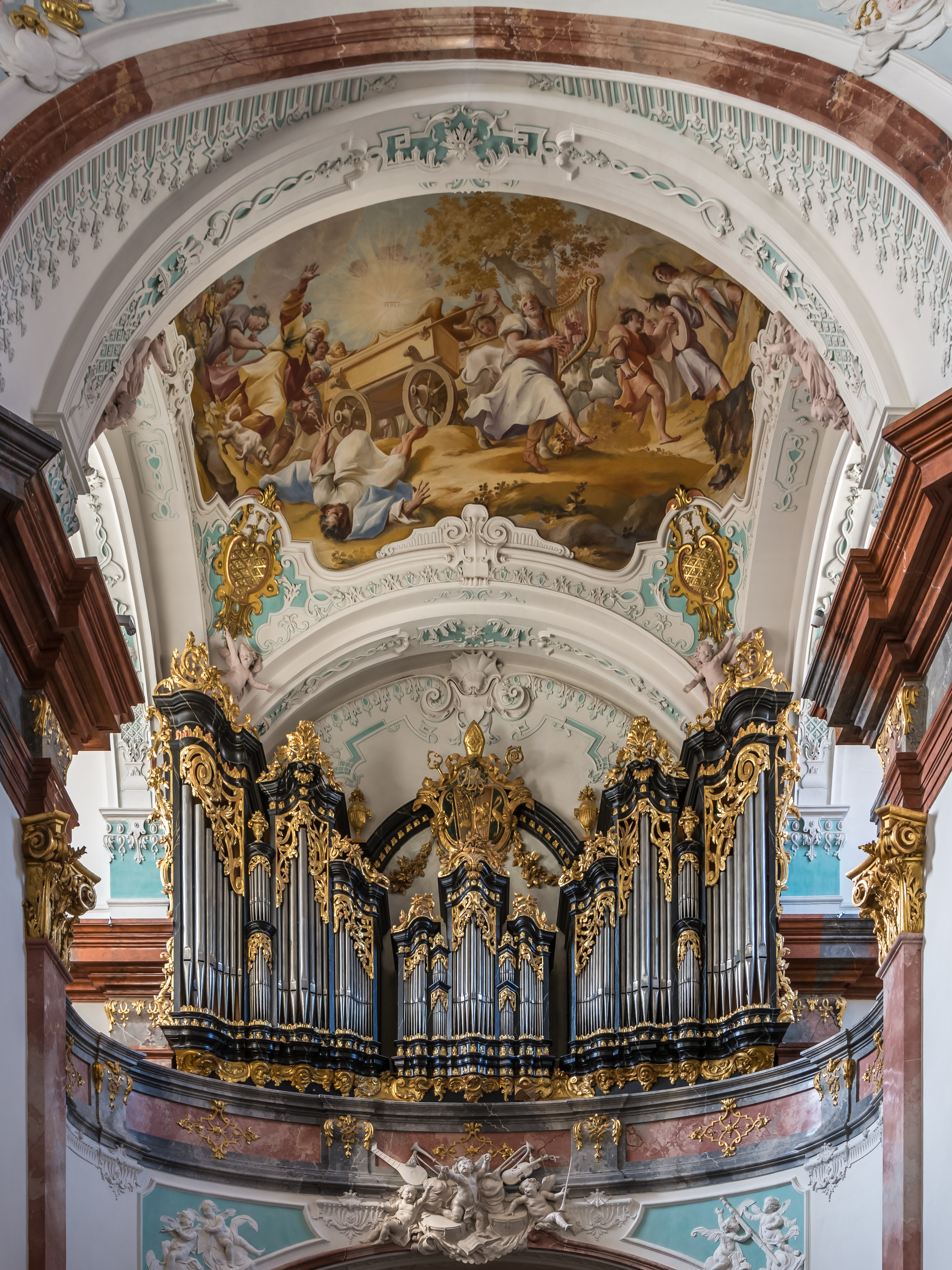
Церковный орга́н
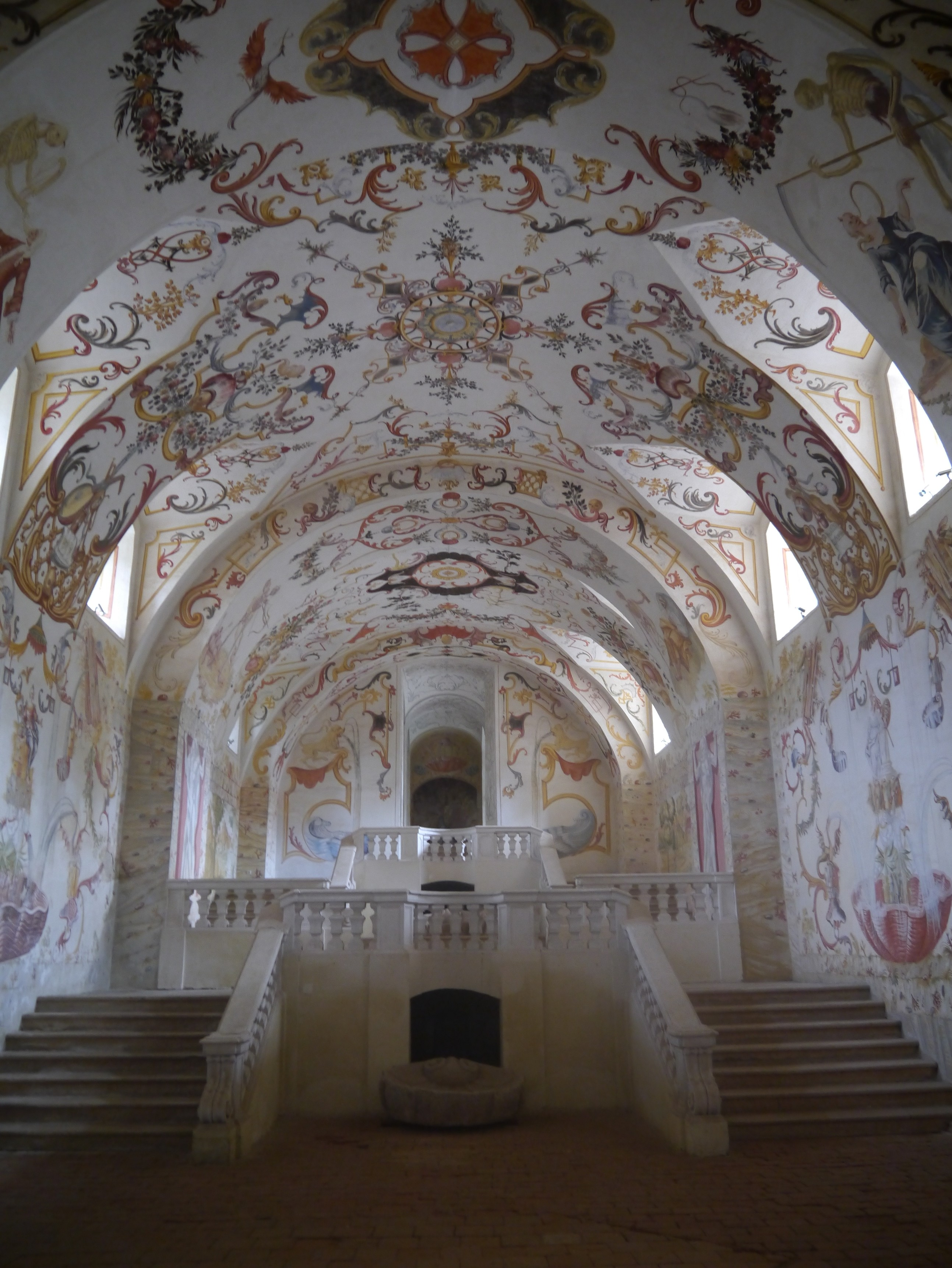
Крипта под библиотекой
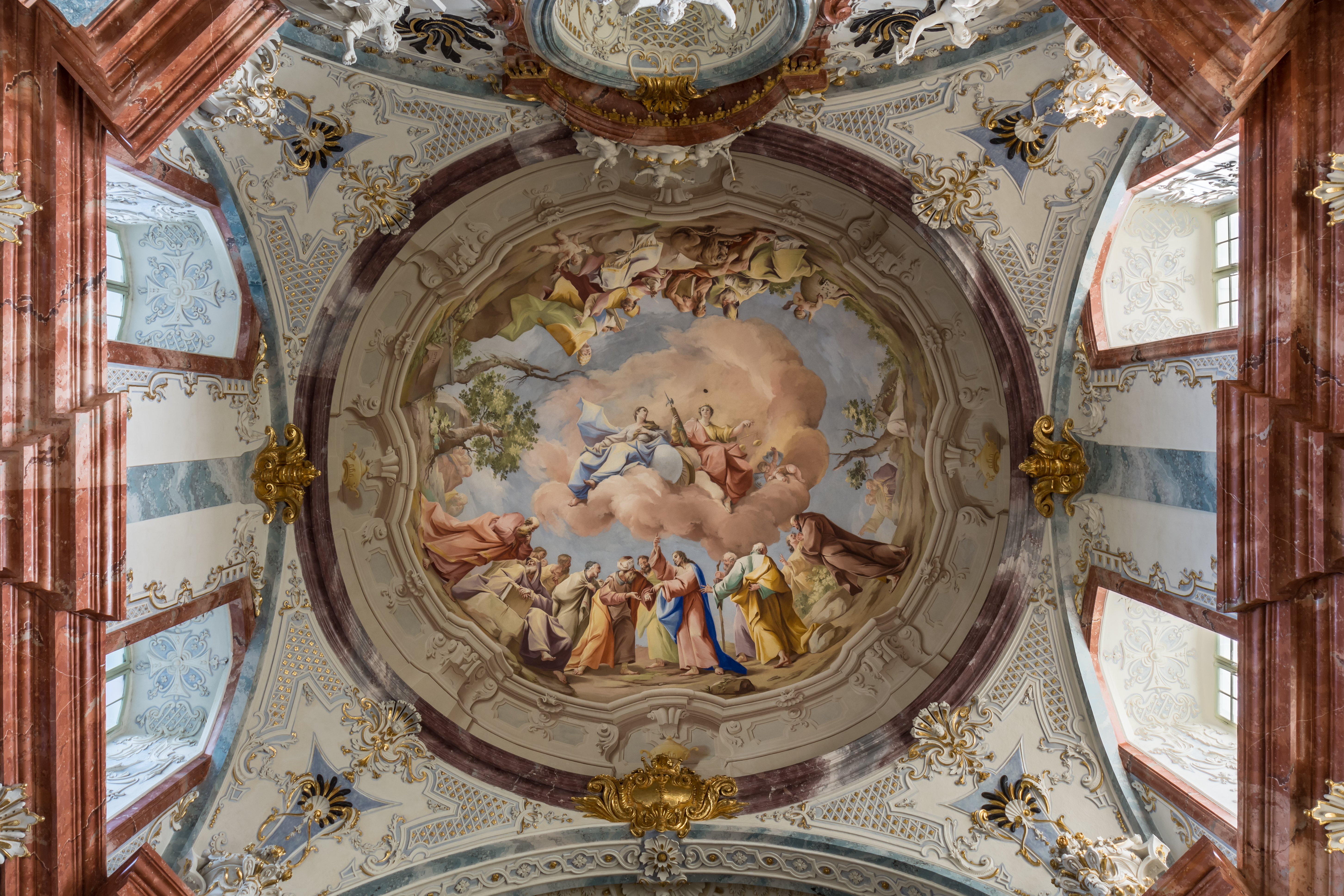
Фреска Северного купола библиотеки
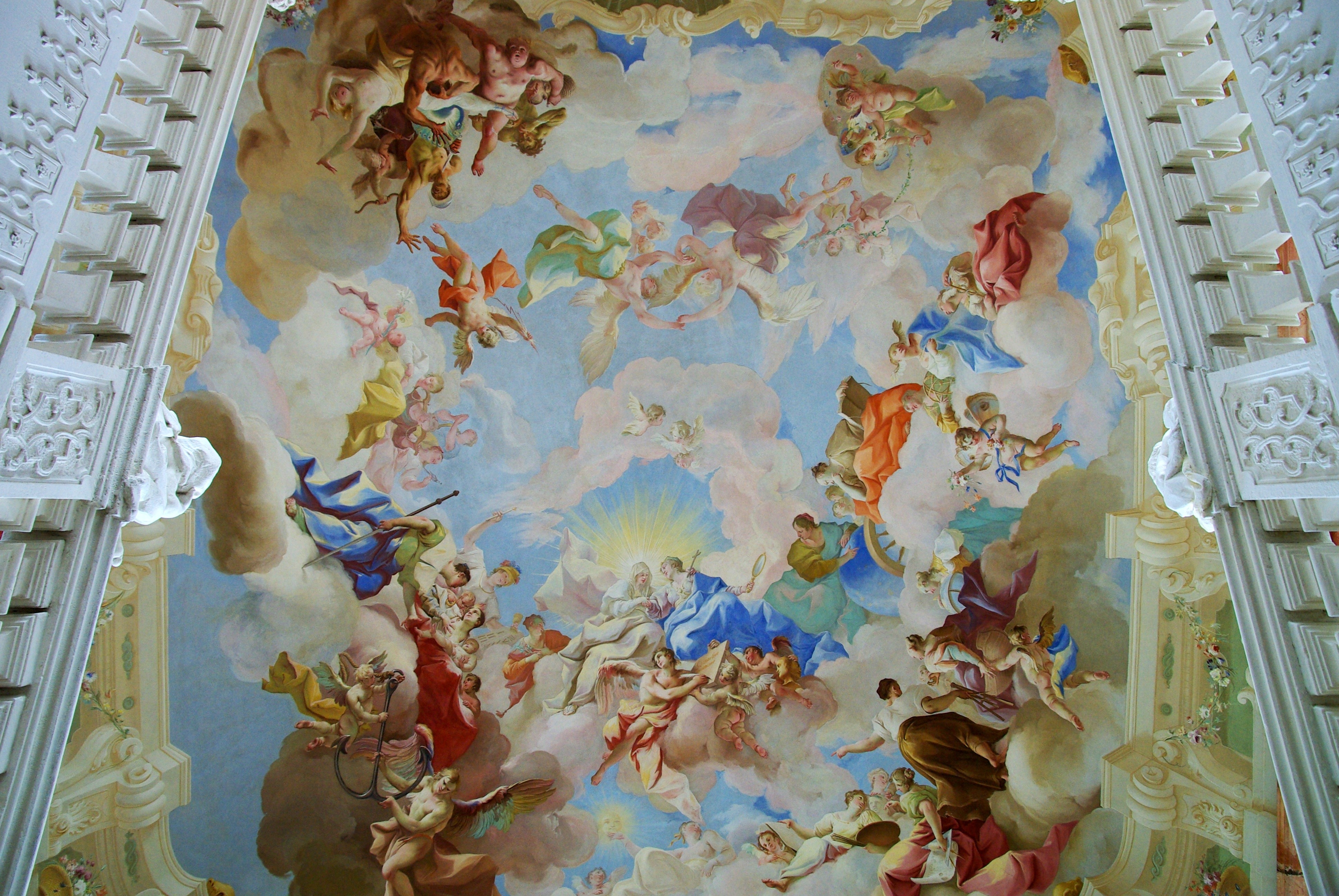
Фреска над Императорской лестницей
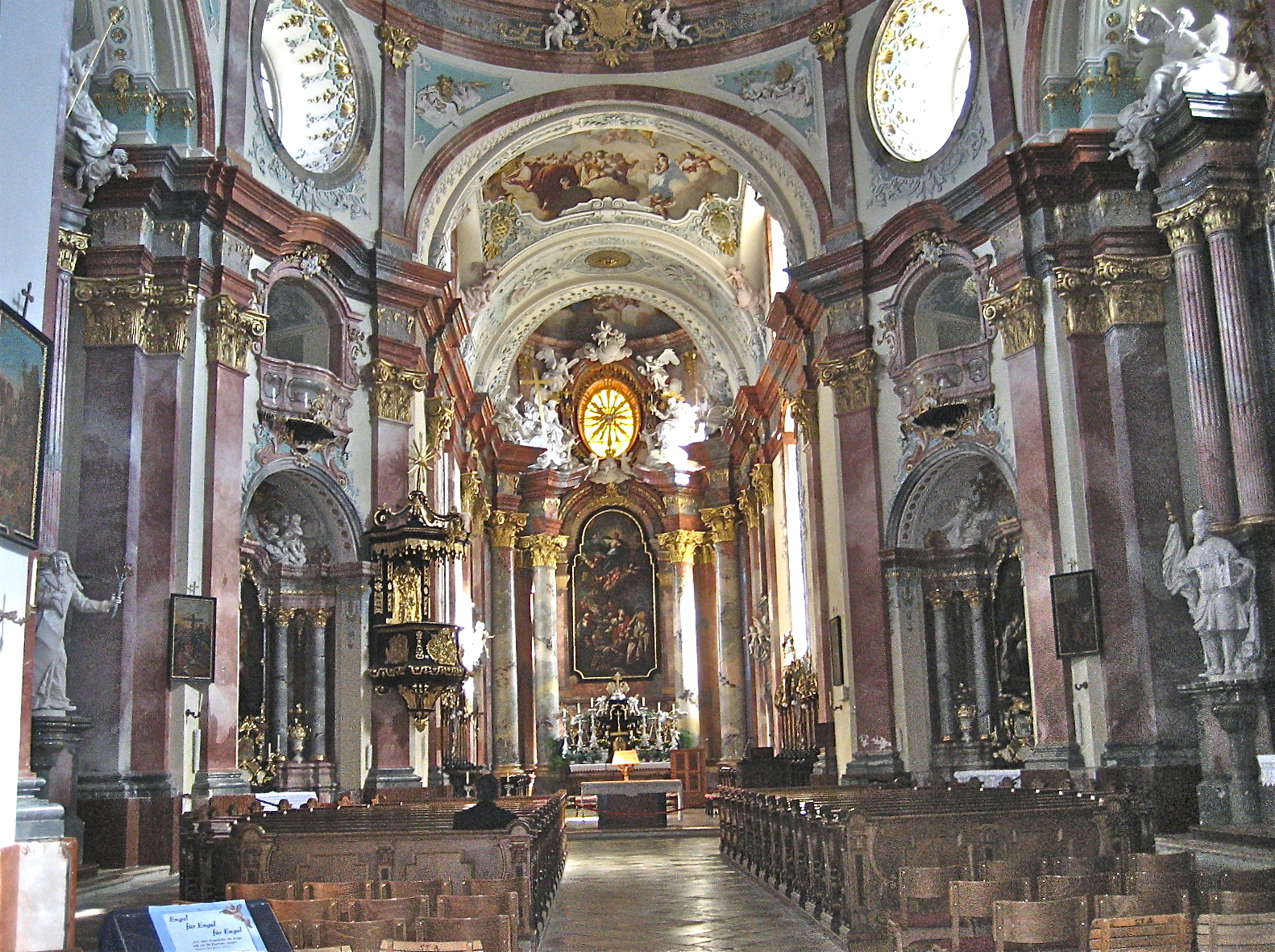
Интерьер аббатства
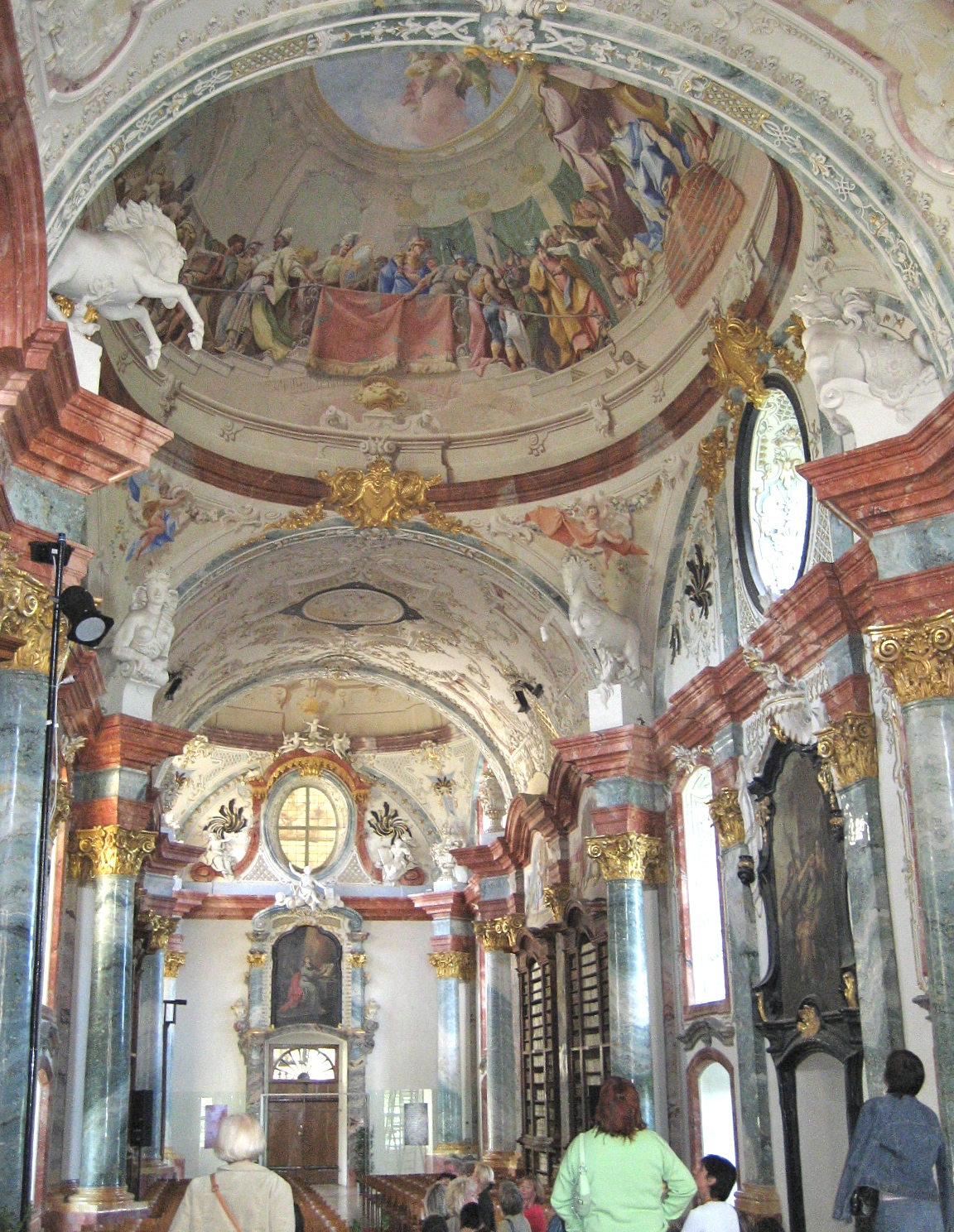
Интерьер аббатства
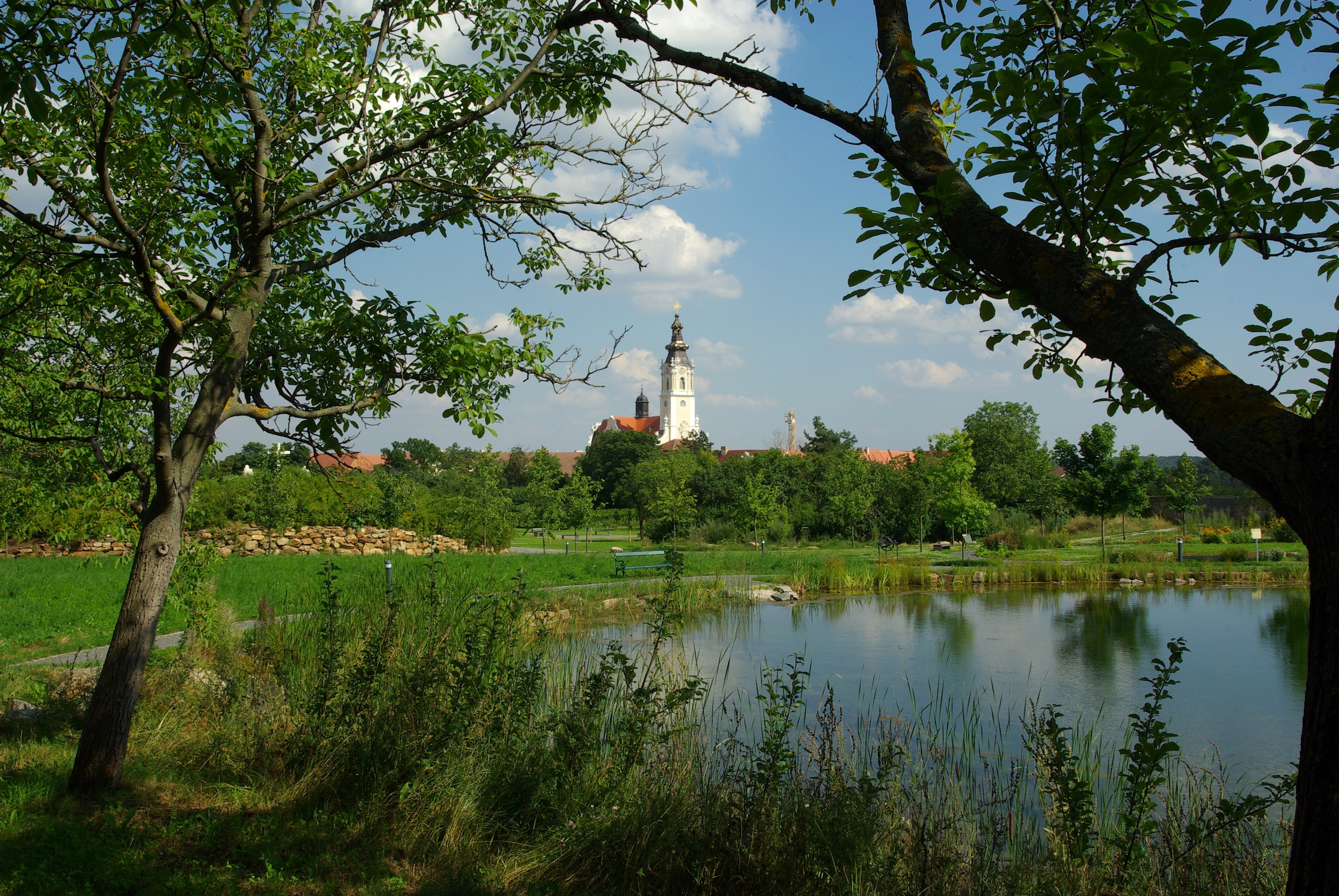
Вид на Альтенбургское аббатство